# 65

## Події
- Розпочалася криза в Римській імперії, вбивство сенатора Гая Бальба Аста, що виступав проти Нерона.
- Розселення аланських та сарматських племен, напади галлів на східно-альпійський коридор Альп.

## Народились
- Тиберій Клавдій Аттік Герод
- Гай Антіох Епіфан Філопапп

## Померли
- Марк Анней Лукан
- Гай Кальпурній Пізон
- Луцій Анней Сенека
- Луцій Юній Сілан Торкват (Салій)